# 江浩
江浩（1880年—1931年），原名江文浩，字注源，後改名江浩，號著元或竹元，男，直隶（今河北）玉田人，中国政治人物。
曾为同盟会会员。后为北洋政府的国会议员。曾任中国国民党第二届中央监察委员会候补监察委员。秘密加入中国共产党。以天津烟酒公卖局局长身份掩护革命工作。大革命时期赴苏联莫斯科中山大学学习。1930年回国途中病逝于海参崴。